# Sebastião Cardoso Machado
Sebastião Cardoso Machado (Angra, c. 1570 — Angra, 30 de setembro de 1655) foi um dos heróis da Restauração na ilha Terceira, tendo-se distinguido no cerco ao Castelo de São Filipe do Monte Brasil. Exerceu diversas funções militares, com destaque paras as de  tenente-governador da Fortaleza de São João Baptista de Angra e de capitaão da companhia de ordenanças que incluía a nobresa angrense

## Biografia
Foi um dos heróis da Restauração na ilha Terceira, tendo-se distinguido no cerco ao Castelo, em 1642, como capitão de uma companhia de ordenanças da nobreza de Angra, e por isso provido pelos governadores da guerra como tenente do Castelo, o que foi confirmado pelo rei D. João IV, por carta de 8 de maio de 1643, tornando-se assim no primeiro tenente português, e foi também agraciado com o foro de fidalgo da Casa Real e com a comenda de São Tiago, em 1644, mas que considerou menor do que merecia pela sua nobreza.
Tendo destacado-se no cerco à Fortaleza de São João Baptista da Ilha Terceira, que se rendeu a 4 de março de 1642, após um ano de cerco, foi-lhe concedido o hábito da Ordem de Santiago, em 14 de Agosto de 1642, e a mercê do foro de fidalgo, a 27 de Maio de 1643.
Foi-lhe ainda concedida a pensão de 30$000 réis, conjuntamente com o hábito da Ordem, a 16 de março do 1644.
Exerceu interinamente o cargo de tenente (tenens) da Fortaleza de São João Baptista da Ilha Terceira, por morte de seu antecessor, de 12 de abril de 1654 a 30 de setembro de 1655, data em que faleceu em virtude de ter sofrido uma queda de um cavalo, sendo homem já nos anos de velhice. Sucedeu-lhe, também interinamente, o sargento-mor António do Canto de Castro.
Quando morreu o governador do Castelo, Francisco Luís de Vasconcelos, em 12 de Abril de 1654, sucedeu-lhe interinamente e passou a intitular-se tenente-governador e a exorbitar do seu poder, demitindo o vedor do Castelo e o alferes, substituindo-os por um cunhado e o filho com argumento que tais nomeações eram da livre escolha do governador. O Conselho de Guerra desautorizou-o e mandou repor a legalidade.